# Білет Банку Росії

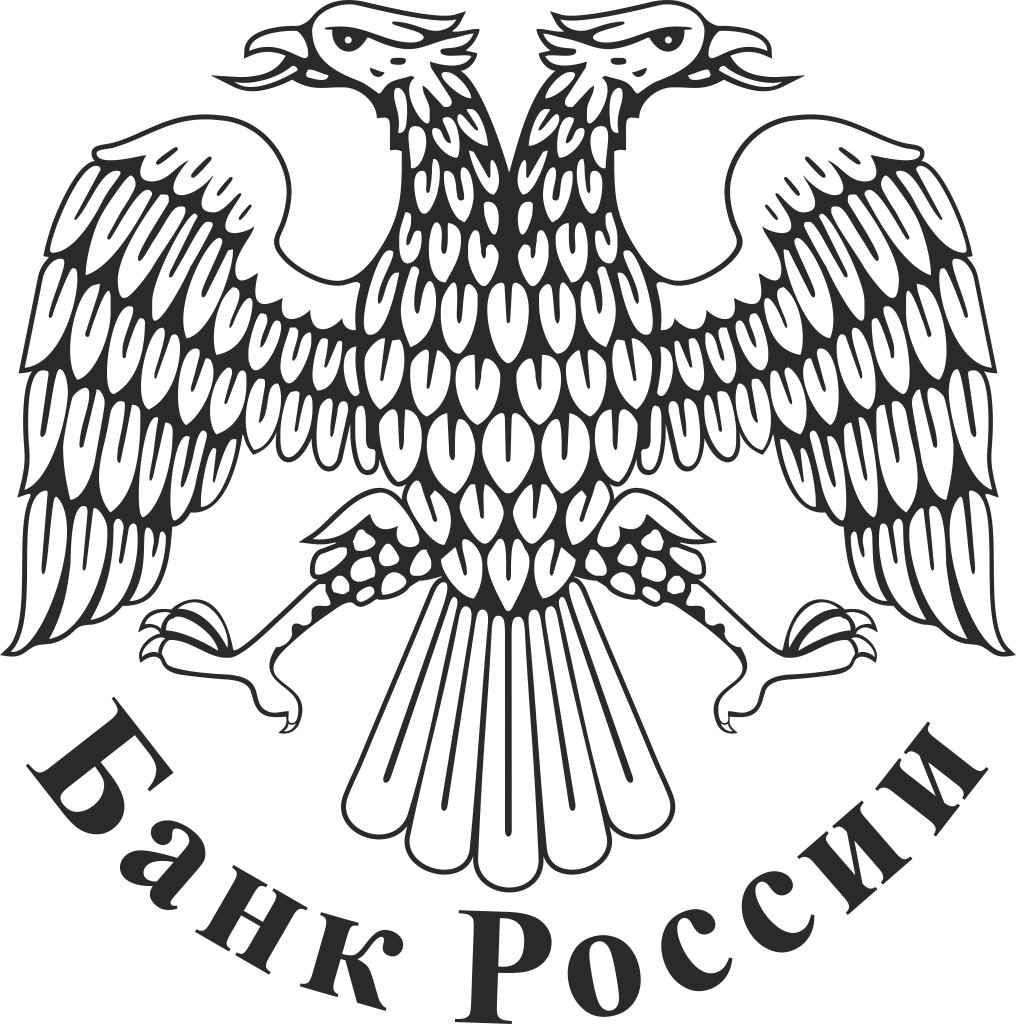
Емблема Центрального банку Росії

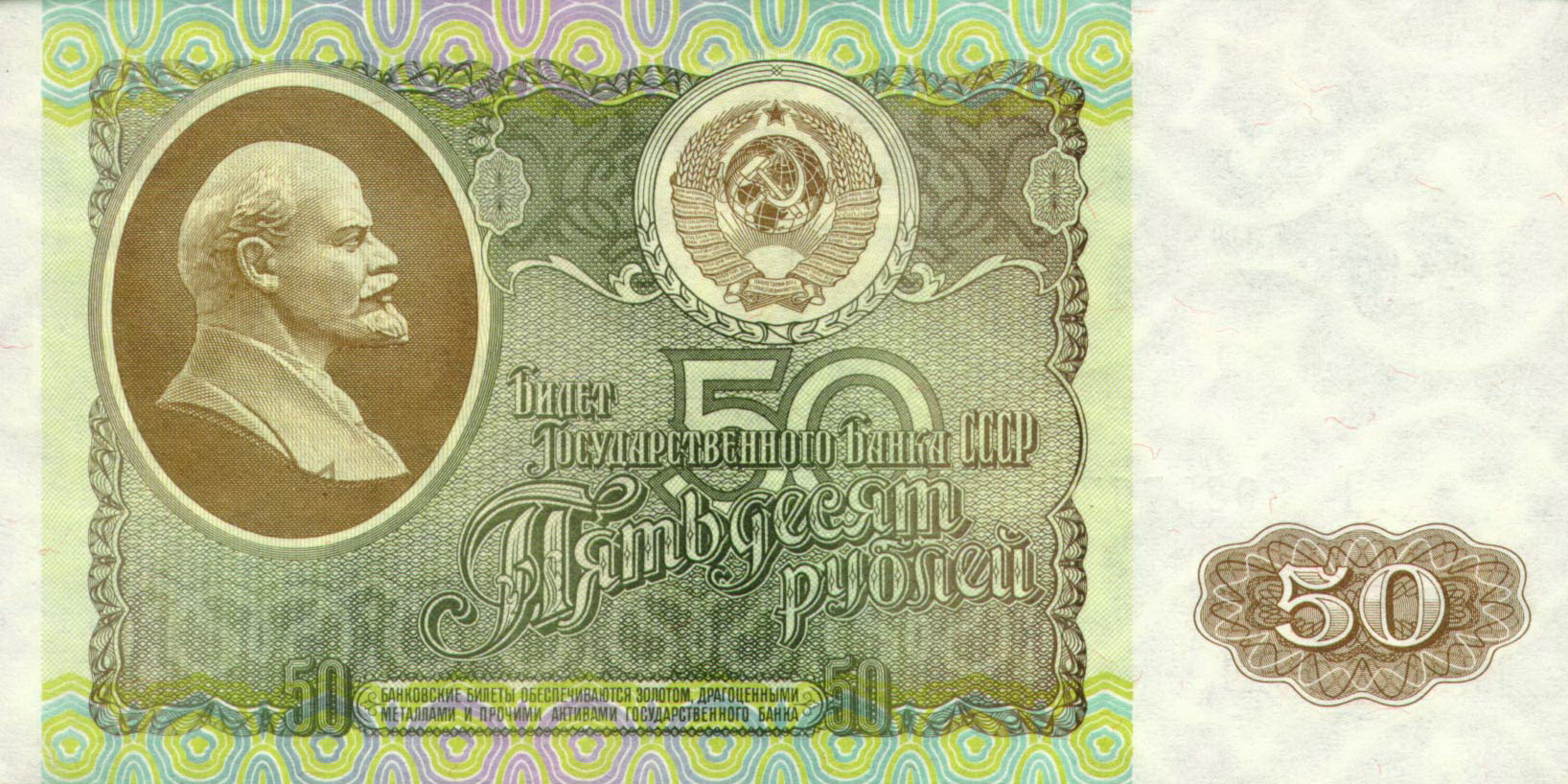
Білет Держбанку СРСР зразка 1992 року, що випускався Банком Росії, який використовували в Російській Федерації до витіснення білетами Банку Росії

Білет Банку Росії — назва банківських білетів, емітованих Центральним банком Російської Федерації з 1992 року. В даний час в обігу знаходяться деноміновані банкноти (в новому масштабі цін) зразка 1997 року, введені в обіг 1 січня 1998 року і витіснили з обігу банкноти старого зразка 31 грудня 1998 року (протягом усього 1998 року допускалося паралельне ходіння банкнот у роздробі). Обмін старих банкнот і монет через каси банків тривав до 31 грудня 2002 року. На даний момент також в обігу знаходяться білети Банку Росії 2017 року.

## Банкноти зразка 1992 року
З моменту оголошення Російської Федерації окремою державою (26 грудня 1991 року) до грошової реформи 1993 року в Росії перебували в обігу випущені раніше державні казначейські білети і білети Державного банку СРСР зразків:
- 1961 року: 1, 3, 5, 10, 25 карбованців[1]
- 1991 року: 1, 3, 5, 10, 50, 100, 200, 500, 1000 карбованців
- 1992 року : 50, 200, 500, 1000 карбованців

Незважаючи на те, що Державний банк СРСР був ліквідований 20 грудня 1991 року, банкноти (зразка 1992 року) продовжували випускатися від його імені, але вже Банком Росії.
Випущені в 1992 році білети Банку Росії номіналом 5000 і 10 000 рублів мали ходіння до 3 серпня 1993 року.
| Серія 1992 року | Серія 1992 року | Серія 1992 року  | Серія 1992 року | Серія 1992 року       | Серія 1992 року                                                 | Серія 1992 року                                                                                      | Серія 1992 року                                    | Серія 1992 року      | Серія 1992 року             |
| Зображення      | Зображення      | Номінал (рублів) | Розміри (мм)    | Основні кольори       | Опис                                                            | Опис                                                                                                 | Опис                                               | Дата введення в обіг | Дата вилучення з обігу      |
| Лицьова сторона | Зворотній бік   | Номінал (рублів) | Розміри (мм)    | Основні кольори       | Лицьова сторона                                                 | Зворотній бік                                                                                        | Водяний знак                                       | Дата введення в обіг | Дата вилучення з обігу      |
| --------------- | --------------- | ---------------- | --------------- | --------------------- | --------------------------------------------------------------- | --- | -------------------------------------------------- | -------------------- | --------------------------- |
|                 |                 | 5000             | 145 × 70        | темно-синій блакитний | знамениті будівлі Москви                                        | вежі Московського кремля; Великий Москворіцький міст; житловий будинок на Котельничеській набережній | 5-кінцеві зірки                                    | 14 липня 1992        | з 26 липня по 3 серпня 1993 |
|                 |                 | 10 000           | 145 × 70        | коричневий рожевий    | Сенатська вежа Московського Кремля, прапор РФ на будівлі Сенату | Спаська, Сенатська, Нікольська і Кутова Арсенальна вежі Московського Кремля                          | Сенатська вежа Кремля, прапор РФ на будівлі Сенату | 29 грудня 1992       | з 26 липня по 3 серпня 1993 |

## Банкноти зразка 1993—1995 років

#### Банкноти зразка 1993 року
17 липня 1993 року Росія вийшла з рублевої зони СНД, оголосивши про припинення ходіння на своїй території радянських (зразка 1961, 1991 і 1992 років) та російських рублів 1992 року.
Фактично 26 липня 1993 року рубль як платіжний засіб взаємозалежної економіки СНД припинив своє існування. Росія позбавила себе можливості контролювати всю грошову готівкову емісію та економіку республік, що залежали від неї, рублевої зони.
Обмін всіх перерахованих вище банкнот на нові проводився в Росії у всіх відділеннях «Сбербанк» з 26 липня по 3 серпня 1993 року в кількості не більше ста тисяч рублів (близько 100 доларів США при курсі 1000 руб. / $) на одного повнолітнього громадянина РФ, про що ставилася позначка у паспорт. Гроші СРСР, що залишилися в Росії, ринули у ті республіки СНД, де ще не було своєї валюти і продовжували ходіння радянські гроші, що викликало там сплеск інфляції.
Останньою республікою, що скасувала ходіння грошей СРСР з метою захисту внутрішнього ринку, був Таджикистан, який у січні 1994 року перейшов на російські рублі зразка 1993 року, а потім випустив у 1995 році свої рублі («руб»), чий малюнок загалом повторював радянський, а кольори та номінали відповідали кольорам та номіналам радянських рублів 1961 року.
При тому, що номінальний ряд банкнот цієї серії містив банкноти від 100 до 50 000 рублів, в 1993 році були випущені кілька пробних екземплярів банкноти номіналом 100 000 рублів із зображенням Сенатської вежі Кремля і Кремлівської набережної, проте вона так і не потрапила до обігу — номінал 100 000 рублів з'явився вже при випуску серії банкнот «Міста Росії», що використовується, з урахуванням деномінації, до теперішнього часу. Ця банкнота також відрізнялася тим, що на неї був нанесений сучасний логотип Банку Росії, у той час як на інших банкнотах використовувався найперший логотип у вигляді художньо-розписної абревіатури «ЦБР».
З 1995 року банкноти цієї серії номіналом 1000—50 000 рублів поступово витіснялися з широкого грошового обігу новою серією «Міста Росії». Банкноти номіналом 100, 200 і 500 рублів, у зв'язку з тим, що випуск нової серії монет номіналом 100, 500 і 1000 рублів зразка 1995 року, що планувався, так і не відбувся в силу активізації дискусій про проведення деномінації, фактично виконували роль розмінних грошових знаків (за умовами деномінації 1998 року обмінювалися на суми 10, 20 і 50 нових копійок відповідно) до кінця 1998 року.
| Серія 1993 року | Серія 1993 року | Серія 1993 року  | Серія 1993 року | Серія 1993 року     | Серія 1993 року                                    | Серія 1993 року                                                                        | Серія 1993 року                                    | Серія 1993 року      | Серія 1993 року                  |
| Зображення      | Зображення      | Номінал (рублів) | Розміри (мм)    | Основні кольори     | Опис                                               | Опис                                                                                   | Опис                                               | Дата введення в обіг | Дата вилучення з обігу           |
| Лицьова сторона | Зворотній бік   | Номінал (рублів) | Розміри (мм)    | Основні кольори     | Лицьова сторона                                    | Зворотній бік                                                                          | Водяний знак                                       | Дата введення в обіг | Дата вилучення з обігу           |
| --------------- | --------------- | ---------------- | --------------- | ------------------- | -------------------------------------------------- | -------------------------------------------------------------------------------------- | -------------------------------------------------- | -------------------- | -------------------------------- |
|                 |                 | 100              | 130 × 57        | блакитний рожевий   | Сенатська вежа Кремля; прапор РФ на будівлі Сенату | Спаська, Царська, Набатна і Костянтино- Еленінська вежі Московського кремля            | 5-кінцеві зірки і хвилясті смуги                   | 26 січня 1993        | з 1 січня 1999 по 31 грудня 2002 |
|                 |                 | 200              | 130 × 57        | рожевий             | Сенатська вежа Кремля; прапор РФ на будівлі Сенату | Троїцька і Кутафья вежі Московського кремля                                            | 5-кінцеві зірки і хвилясті смуги                   | 26 січня 1993        | з 1 січня 1999 по 31 грудня 2002 |
|                 |                 | 500              | 130 × 57        | зелений             | Сенатська вежа Кремля; прапор РФ на будівлі Сенату | будівля Військової школи ім. ВЦВК; Спаська вежа Московського кремля                    | 5-кінцеві зірки і хвилясті смуги                   | 26 січня 1993        | з 1 січня 1999 по 31 грудня 2002 |
|                 |                 | 1000             | 152 × 67        | зелений коричневий  | Сенатська вежа Кремля; прапор РФ на будівлі Сенату | Спаська вежа Московського кремля; Храм Василя Блаженного                               | 5-кінцеві зірки                                    | 26 січня 1993        | з 1 січня 1999 по 31 грудня 2002 |
|                 |                 | 5000             | 152 × 67        | червоний фіолетовий | Сенатська вежа Кремля; прапор РФ на будівлі Сенату | вежі Московського кремля ; Великий Москворіцький міст; будинок на Котельнічеській наб. | Сенатська вежа Кремля; прапор РФ на будівлі Сенату | 26 січня 1993        | з 1 січня 1999 по 31 грудня 2002 |
|                 |                 | 10 000           | 152 × 67        | зелений блакитний   | Сенатська вежа Кремля; прапор РФ на будівлі Сенату | Спаська, Сенатська, Нікольська і Кутова Арсенальна вежі Московського Кремля            | Сенатська вежа Кремля; прапор РФ на будівлі Сенату | 12 березня 1993      | з 1 січня 1999 по 31 грудня 2002 |
|                 |                 | 50 000           | 152 × 67        | кремовий            | Сенатська вежа Кремля; прапор РФ на будівлі Сенату | Нікольська і Кутова Арсенальна вежі Московського кремля                                | Сенатська вежа Кремля; прапор РФ на будівлі Сенату | 20 травня 1993       | з 1 січня 1999 по 31 грудня 2002 |

#### Банкноти зразка 1993 (модифікація 1994 року)
| Серія 1994 року | Серія 1994 року | Серія 1994 року  | Серія 1994 року | Серія 1994 року     | Серія 1994 року                                    | Серія 1994 року                                                                        | Серія 1994 року                                             | Серія 1994 року      | Серія 1994 року                  |
| Зображення      | Зображення      | Номінал (рублів) | Розміри (мм)    | Основні кольори     | Опис                                               | Опис                                                                                   | Опис                                                        | Дата введення в обіг | Дата вилучення з обігу           |
| Лицьова сторона | Зворотній бік   | Номінал (рублів) | Розміри (мм)    | Основні кольори     | Лицьова сторона                                    | Зворотній бік                                                                          | Водяний знак                                                | Дата введення в обіг | Дата вилучення з обігу           |
| --------------- | --------------- | ---------------- | --------------- | ------------------- | -------------------------------------------------- | -------------------------------------------------------------------------------------- | ----------------------------------------------------------- | -------------------- | -------------------------------- |
|                 |                 | 5000             | 152 × 67        | червоний фіолетовий | Сенатська вежа Кремля; прапор РФ на будівлі Сенату | вежі Московського кремля ; Великий Москворіцький міст; будинок на Котельнічеській наб. | Сенатська вежа Кремля; прапор РФ на будівлі Сенату; номінал | 19 вересня 1994      | з 1 січня 1999 по 31 грудня 2002 |
|                 |                 | 10 000           | 152 × 67        | зелений блакитний   | Сенатська вежа Кремля; прапор РФ на будівлі Сенату | Спаська, Сенатська, Нікольська та Кутова Арсенальна вежі Московського Кремля           | Сенатська вежа Кремля; прапор РФ на будівлі Сенату; номінал | 19 вересня 1994      | з 1 січня 1999 по 31 грудня 2002 |
|                 |                 | 50 000           | 152 × 67        | кремовий            | Сенатська вежа Кремля; прапор РФ на будівлі Сенату | Нікольська та Кутова Арсенальна вежі Московського Кремля                               | Сенатська вежа Кремля; прапор РФ на будівлі Сенату; номінал | 14 липня 1994        | з 1 січня 1999 по 31 грудня 2002 |

#### Банкноти зразка 1995 року
З кінця 1995 року була проведена (без обміну) поступова заміна грошових знаків на купюри сучасного малюнка номіналом в 1, 5, 10, 50, 100 тисяч рублів; причому першою, зі збільшенням інфляції, в травні 1995 року була випущена банкнота 100 000 рублів сучасного малюнка; за нею — 50- та 10-тисячні.
| Серія 1995 року | Серія 1995 року | Серія 1995 року  | Серія 1995 року | Серія 1995 року    | Серія 1995 року  | Серія 1995 року                                                                                      | Серія 1995 року                  | Серія 1995 року                       | Серія 1995 року      | Серія 1995 року                  |
| Зображення      | Зображення      | Номінал (рублів) | Розміри (мм)    | Основні кольори    | Опис             | Опис                                                                                                 | Опис                             | Опис                                  | Дата введення в обіг | Дата вилучення з обігу           |
| Лицьова сторона | Зворотній бік   | Номінал (рублів) | Розміри (мм)    | Основні кольори    | Місто            | Лицьова сторона                                                                                      | Зворотній бік                    | Водяний знак                          | Дата введення в обіг | Дата вилучення з обігу           |
| --------------- | --------------- | ---------------- | --------------- | ------------------ | ---------------- | --- | -------------------------------- | ------------------------------------- | -------------------- | -------------------------------- |
|                 |                 | 1000             | 137 × 61        | коричневий         | Владивосток      | морський порт Владивостока в бухті Золотий Ріг; навершя ростральної колони з вітрильником «Манджура» | бухта Рудна і скеля Два Брата    | «1000»; навершя колони з вітрильником | 29 вересня 1995      | з 1 січня 1999 по 31 грудня 2002 |
|                 |                 | 5000             | 137 × 61        | темно-зелений      | Великий Новгород | пам'ятник «Тисячоліття Росії» на тлі Софійського собору                                              | стіна Новгородського кремля      | «5000»; Софійський собор              | 31 жовтня 1995       | з 1 січня 1999 по 31 грудня 2002 |
|                 |                 | 10 000           | 150 × 65        | оливковий          | Красноярськ      | комунальний міст через Єнісей; каплиця Параскеви П'ятниці                                            | Красноярська ГЕС                 | «10000»; каплиця Параскеви П'ятниці   | 29 липня 1995        | з 1 січня 1999 по 31 грудня 2002 |
|                 |                 | 50 000           | 150 × 65        | блакитний          | Санкт-Петербург  | скульптура в підставі ростральної колони; Петропавлівська фортеця                                    | ростральна колона; будівля Біржі | «50000»; Петропавлівський собор       | 29 липня 1995        | з 1 січня 1999 по 31 грудня 2002 |
|                 |                 | 100 000          | 150 × 65        | червоно-коричневий | Москва           | Квадрига на портику Великого театру                                                                  | фасад Великого театру            | «100000»; Великий театр               | 30 травня 1995       | з 1 січня 1999 по 31 грудня 2002 |
|                 |                 | 500 000          | 150 × 65        | фіолетовий         | Архангельськ     | пам'ятник Петру I; вітрильник в порту Архангельська                                                  | Соловецький монастир             | «500000»; портрет Петра I             | 17 березня 1997      | з 1 січня 1999 по 31 грудня 2002 |

Деномінація 1997 року залишила всі малюнки російських банкнот тими самими, зменшивши їх номінал в тисячу разів (так званий новий масштаб цін). Шрифт числового номіналу у верхній частині аверсу став більшим і прямішим (був курсивним), а також було введено великошрифтове позначення номіналу у нижньому лівому кутку банкноти; на реверсі позначення номіналу у верхній частині було обрамлено візерунками. При цьому з обігу зникла банкнота зразка 1995 року 1000 неденомінованих рублів (1 новий рубль) із зображенням міста Владивостока.

## Банкноти зразка 1997 року
1 січня 1998 року в обіг надійшла нова серія банкнот номіналами 5,10, 50, 100 і 500 рублів, оформлення яких практично не відрізнялося від оформлення банкнот 1995 року випуску, був лише скорочений (на три порядки) номінал і додані нові елементи захисту. Банкноти 1995 року випуску обмінювалися на нові у співвідношенні 1000:1, починаючи з 1 січня 1999 року і до 31 грудня 2002 року.
Пізніше була випущена 1000-рублева (З 1 січня 2001 року) і 5000-рублева банкноти (з 31 липня 2006 року).
Випуск 5-рублевих банкнот був припинений на початку 2000-х років. Існуючі екземпляри практично вилучені з обігу у зв'язку з старістю або осіли у колекціонерів, але продовжують бути законним платіжним засобом. З 1 січня 2010 року було припинено випуск 10-рублевих банкнот і вони поступово витісняються новими монетами цього номіналу.
Банкноти зразка 1997 року мають такі елементи захисту:
1. Водяний знак у вигляді цифрового позначення номіналу (на лівому купонному полі) і елемента оформлення банкноти (на правому)
2. Впроваджена в папір прозора захисна нитка шириною 1 мм з написом «ЦБР» і цифровим позначенням номіналу
3. Поєднання фрагментів оформлення лицьового та зворотного боків на просвіт
4. Візерунок з тонких ліній на купонних полях зворотного боку банкнот
5. Мікротекст
6. Червоні, світло-зелені і фіолетові захисні волокна, введені в папір (світяться в УФ червоним, жовто-зеленим і не люмінесцинуючі відповідно)
7. Кіпп-ефект (напис «РР» на лицьовій стороні)
8. Цифрове позначення номіналу у лівому нижньому куті на лицьовому боці банкноти, виконане металізованою сірою фарбою
9. Рельєфні елементи: мітка для людей з ослабленим зором і напис «Білет Банку Росії»
10. У банкнот 500, 1000 рублів — рельєфна емблема Банку Росії, надрукована оптично перемінною бурою ↔ золотисто-зеленою фарбою
11. Банкнота 5000 рублів має відмінні елементи захисту[6]

| Серія 1997 року | Серія 1997 року | Серія 1997 року  | Серія 1997 року | Серія 1997 року               | Серія 1997 року | Серія 1997 року                                                                        | Серія 1997 року                      | Серія 1997 року |
| Зображення      | Зображення      | Номінал (рублів) | Розміри (мм)    | Основні кольори               | Опис            | Опис                                                                                   | Опис                                 | дата виходу     |
| Лицьова сторона | Зворотній бік   | Номінал (рублів) | Розміри (мм)    | Основні кольори               | Місто           | Лицьова сторона                                                                        | Зворотній бік                        | дата виходу     |
| --------------- | --------------- | ---------------- | --------------- | ----------------------------- | --------------- | -------------------------------------------------------------------------------------- | ------------------------------------ | --------------- |
|                 |                 | 5                | 137 × 61        | темно-зелений                 | Новгород        | пам'ятник «Тисячоліття Росії» на тлі Софійського собору                                | фортечна стіна Новгородського кремля | 1 січня 1998    |
|                 |                 | 10               | 150 × 65        | оливковий                     | Красноярськ     | комунальний міст через Єнісей; каплиця Параскеви П'ятниці                              | Красноярська ГЕС                     | 1 січня 1998    |
|                 |                 | 50               | 150 × 65        | блакитний                     | Санкт-Петербург | скульптура на ростральній колоні; Петропавлівська фортеця                              | ростральна колона; будівля Біржі     | 1 січня 1998    |
|                 |                 | 100              | 150 × 65        | коричневий червоно-коричневий | Москва          | квадрига на портику Великого театру                                                    | фасад Великого театру                | 1 січня 1998    |
|                 |                 | 500              | 150 × 65        | фіолетовий                    | Архангельськ    | пам'ятник Петру I; вітрильник в порту Архангельська                                    | Соловецький монастир                 | 1 січня 1998    |
|                 |                 | 1000             | 157 × 69        | синьо-зелений                 | Ярославль       | пам'ятник Ярославу Мудрому і каплиця Казанської Богоматері на тлі Ярославського Кремля | Церква Іоанна Предтечі               | 1 січня 2001    |
|                 |                 | 5000             | 157 × 69        | червоно-коричневий            | Хабаровськ      | пам'ятник Муравйову-Амурському на тлі набережної Амура                                 | Хабаровський міст через Амур         | 31 липня 2006   |

### Банкноти зразка 1997 року (модифікація 2001 року)
З 1 січня 2001 року в обіг були введені модифікації банкнот номіналом 10, 50, 100 і 500 рублів.
Нові банкноти відрізняються наявністю зеленої люмінесценції позначення номіналу у лівому нижньому куті на лицьовому боці банкноти під впливом УФ-випромінювання. Зверху від рельєфних знаків для людей з ослабленим зором розташований вертикально орієнтований напис «МОДИФИКАЦИЯ 2001 Г.».
| Серія 2001 року | Серія 2001 року | Серія 2001 року  | Серія 2001 року | Серія 2001 року               | Серія 2001 року | Серія 2001 року                                           | Серія 2001 року                  | Серія 2001 року |
| Зображення      | Зображення      | Номінал (рублів) | Розміри (мм)    | Основні кольори               | Опис            | Опис                                                      | Опис                             | Дата виходу     |
| Лицьова сторона | Зворотній бік   | Номінал (рублів) | Розміри (мм)    | Основні кольори               | Місто           | Лицьова сторона                                           | Зворотній бік                    | Дата виходу     |
| --------------- | --------------- | ---------------- | --------------- | ----------------------------- | --------------- | --------------------------------------------------------- | -------------------------------- | --------------- |
|                 |                 | 10               | 150 × 65        | оливковий                     | Красноярськ     | комунальний міст через Єнісей; каплиця Параскеви П'ятниці | Красноярська ГЕС                 | 1 січня 2001    |
|                 |                 | 50               | 150 × 65        | блакитний                     | Санкт-Петербург | скульптура на ростральній колоні; Петропавлівська фортеця | ростральна колона; будівля Біржі | 1 січня 2001    |
|                 |                 | 100              | 150 × 65        | коричневий червоно-коричневий | Москва          | квадрига на портику Великого театру                       | фасад Великого театру            | 1 січня 2001    |
|                 |                 | 500              | 150 × 65        | фіолетовий                    | Архангельськ    | пам'ятник Петру I; вітрильник в порту Архангельська       | Соловецький монастир             | 1 січня 2001    |

### Банкноти зразка 1997 року (модифікація 2004 року)
Банкноти номіналом 10, 50, 100, 500 і 1000 рублів нової модифікації були випущені 16 серпня 2004 року.
Банкноти нового випуску мають наступні відмінності:
1. Зверху від рельєфних знаків для людей з ослабленим зором розташований вертикально орієнтований напис «МОДИФИКАЦИЯ 2004 Г.»
2. У папір впроваджена металізована упірнаюча захисна нитка шириною 2 мм, що виходить на зворотному боці банкноти п'ятьма видимими ділянками
3. На лицьовій стороні банкнот з'явилося поле з прихованими муаровими смугами
4. Цифрове позначення номіналу у лівому нижньому куті на лицьовому боці банкнот надруковано сірою фарбою (у банкнот попередніх випусків — сірою металізованою фарбою) і не люмінесцинує під УФ
5. На банкнотах номіналом 100, 500 і 1000 рублів присутнє цифрове позначення номіналу, виконане за допомогою лазерної мікроперфорації
6. У банкноти номіналом 1000 рублів також:
  - Змінені деякі елементи орнаментального оформлення на лицьовій і зворотній сторонах
  - Герб Ярославля виконаний оптично перемінною (фіолетово ↔ золотисто-зеленою) фарбою (раніше сірою люмінесцинуючою)
  - Емблема Банку Росії надрукована зеленою фарбою (раніше — оптично перемінною бурою ↔ золотисто-зеленою)

| Серія 2004 року | Серія 2004 року | Серія 2004 року  | Серія 2004 року | Серія 2004 року               | Серія 2004 року | Серія 2004 року                                                                        | Серія 2004 року                  | Серія 2004 року |
| Зображення      | Зображення      | Номінал (рублів) | Розміри (мм)    | Основні кольори               | Опис            | Опис                                                                                   | Опис                             | Дата виходу     |
| Лицьова сторона | Зворотній бік   | Номінал (рублів) | Розміри (мм)    | Основні кольори               | Місто           | Лицьова сторона                                                                        | Зворотній бік                    | Дата виходу     |
| --------------- | --------------- | ---------------- | --------------- | ----------------------------- | --------------- | -------------------------------------------------------------------------------------- | -------------------------------- | --------------- |
|                 |                 | 10               | 150 × 65        | оливковий                     | Красноярськ     | комунальний міст через Єнісей; каплиця Параскеви П'ятниці                              | Красноярська ГЕС                 | 16 серпня 2004  |
|                 |                 | 50               | 150 × 65        | блакитний                     | Санкт-Петербург | скульптура на ростральній колоні; Петропавлівська фортеця                              | ростральна колона; будівля Біржі | 16 серпня 2004  |
|                 |                 | 100              | 150 × 65        | коричневий червоно-коричневий | Москва          | квадрига на портику Великого театру                                                    | фасад Великого театру            | 16 серпня 2004  |
|                 |                 | 500              | 150 × 65        | фіолетовий                    | Архангельськ    | пам'ятник Петру I; вітрильник в порту Архангельська                                    | Соловецький монастир             | 16 серпня 2004  |
|                 |                 | 1000             | 157 × 69        | синьо-зелений                 | Ярославль       | пам'ятник Ярославу Мудрому і каплиця Казанської Богоматері на тлі Ярославського Кремля | Церква Іоанна Предтечі           | 16 серпня 2004  |

### Банкноти зразка 1997 року (модифікація 2010 року)
10 серпня 2010 року була випущена модифікована 1000-рублева банкнота, модифікації банкнот номіналом 500 і 5000 рублів були випущені 6 вересня 2011 року.
Банкноти мають наступні відмінності:
1. Вертикально орієнтований напис «МОДИФИКАЦИЯ 2010 Г.» на лівому (500 і 5000 рублів) або правому (1000 рублів) купонному полі
2. У папір впроваджена широка захисна нитка, що виходить на лицьовій стороні банкноти в віконці фігурної форми
3. Водяний знак (цифрове позначення номіналу і портрет) розташований на правому купонному полі (раніше номінал розташовувався на лівому)
4. На лицьовій стороні банкноти на краях купонних полів присутні тонкі рельєфні штрихи
5. Змінено муарові поля на лицьовому боці банкнот:
  - 500 рублів — додано цифрове вертикальне позначення номіналу з кольорозмінним ефектом (помаранчевий-блакитний-рожевий ↔ фіолетовий-помаранчевий-зелений)
  - 1000 і 5000 рублів — в нижній частині поля доданий елемент з видимими кольоровими смугами
6. Висота цифр лівого серійного номера плавно збільшується зліва направо
7. Змінено колірне і художнє оформлення лицьового та зворотного боків (в тому числі у 500 рублів змінено основне зображення на зворотному боці)
8. Деякі елементи зображення намагнічені
9. Зображення на банкнотах при УФ-освітленні відрізняються від таких у банкнот попередніх випусків
10. У 1000 і 5000 рублів герби Ярославля і Хабаровська виконані оптично перемінною зеленою магнітною фарбою з ефектом переміщення яскравої блискучої смуги.
11. На гербі Хабаровська (5000 рублів) додані шість смуг з боків.

| Серія 2010 року | Серія 2010 року | Серія 2010 року  | Серія 2010 року | Серія 2010 року       | Серія 2010 року | Серія 2010 року                                                                        | Серія 2010 року              | Серія 2010 року |
| Зображення      | Зображення      | Номінал (рублів) | Розміри (мм)    | Основні кольори       | Опис            | Опис                                                                                   | Опис                         | Дата виходу     |
| Лицьова сторона | Зворотній бік   | Номінал (рублів) | Розміри (мм)    | Основні кольори       | Місто           | Лицьова сторона                                                                        | Зворотній бік                | Дата виходу     |
| --------------- | --------------- | ---------------- | --------------- | --------------------- | --------------- | -------------------------------------------------------------------------------------- | ---------------------------- | --------------- |
|                 |                 | 500              | 150 × 65        | коричневий фіолетовий | Архангельськ    | пам'ятник Петру I; вітрильник в порту Архангельська                                    | Соловецький монастир         | 6 вересня 2011  |
|                 |                 | 1000             | 157 × 69        | синьо-зелений         | Ярославль       | пам'ятник Ярославу Мудрому і каплиця Казанської Богоматері на тлі Ярославського Кремля | Церква Іоанна Предтечі       | 10 серпня 2010  |
|                 |                 | 5000             | 157 × 69        | червоно-коричневий    | Хабаровськ      | пам'ятник Муравйову-Амурському на тлі набережної Амура                                 | Хабаровський міст через Амур | 6 вересня 2011  |

## Банкноти зразка 2017 року
12 жовтня 2017 року Банк Росії представив нові банкноти номіналом 200 та 2000 рублів. За підсумками відкритого голосування на двохсотрублевій банкноті представлені пам'ятник затопленим кораблям та пропілеї Графської пристані в Севастополі та Херсонес Таврійський (Крим), а на двохтисячній — Російський міст та будівля Далекосхідного федерального університету у Владивостоку та космодром «Східний» в Амурській області. У цьому банкноти інших номіналів спеціально вилучатися із обігу не будуть, обсяг грошей у обігу підтримуватиметься за рахунок вилучення старих банкнот.
Характерною відмінністю нових банкнот є дев'ятизначний номер (на купюрах усіх попередніх випусків номер був семизначним). Також зображення двоголового орла Білібіна з опущеними крилами, без корон, скіпетра та держави (логотип Банку Росії з кінця 1993 року) на їхньому аверсі було замінено на герб Росії, аналогічно монетам номіналом 1—10 рублів, що випускаються з 2016 року та пам'ятним монетам рублям, що виготовляються з недорогоцінних металів.
Національний банк України відразу після звістки про випуск банкноти у 200 рублів заборонив її прийом та обмін на своїй території. Аналогічні обмеження відноситься до російських пам'ятних банкнот номіналом в 100 рублів — зразка 2015 року, присвяченої анексії Криму і 2018 року, присвяченої Чемпіонату світу з футболу, що проводився ФІФА (на ній є карта Росії з Кримом).
Поява в обігу банкнот нового дизайну викликала великий інтерес серед користувачів Інтернету, що опосередковано призвело до створення авторських пародій, що становлять колажі на тему дизайну банкнот номіналом 200 і 2000 рублів, але з використанням номіналів та малюнків з банкнот зразка 1997 року.
У липні 2021 року заступник голови Центробанку Михайло Алексєєв повідомив про зміну концепції серії «Міста Росії» для банкнот. Зокрема, за новими умовами прийнято рішення присвятити кожну банкноту одному з найвидатніших міст кожного з федеральних округів Росії. При цьому зі «старих» міст на банкнотах залишаться тільки Санкт-Петербург і Москва, а банкноти номіналом 10, 500, 1000 та 5000 рублів отримають новий дизайн.
- 10 руб. — Новосибірськ
- 50 руб. — Санкт-Петербург
- 100 руб. — Москва
- 500 руб. — П'ятигорськ
- 1000 руб. — Нижній Новгород
- 5000 руб. — Єкатеринбург[12]

| Серії 2017, 2022—2025 років | Серії 2017, 2022—2025 років | Серії 2017, 2022—2025 років | Серії 2017, 2022—2025 років | Серії 2017, 2022—2025 років | Серії 2017, 2022—2025 років | Серії 2017, 2022—2025 років | Серії 2017, 2022—2025 років                                                                                                  | Серії 2017, 2022—2025 років                      | Серії 2017, 2022—2025 років         | Серії 2017, 2022—2025 років |
| Зображення                  | Зображення                  | Номінал (рублів)            | Розміри (мм)                | Основні кольори             | Опис                        | Опис                        | Опис | Опис                                             | Опис                                | Дата випуску                |
| Лицьова сторона             | Зворотня сторона            | Номінал (рублів)            | Розміри (мм)                | Основні кольори             | Місто                       | Федеральний округ           | Лицьова сторона | Зворотня сторона                                 | Водяний знак                        | Дата випуску                |
| --------------------------- | --------------------------- | --------------------------- | --------------------------- | --------------------------- | --------------------------- | --------------------------- | --- | ------------------------------------------------ | ----------------------------------- | --------------------------- |
|                             |                             | 100                         | 150×65                      | оливковий помаранчевий      | Москва                      | Центральний                 | Спаська вежа Кремля; Будівля МДУ ім. Ломоносова на Воробйових горах; Парк Заряддя; Шухівська телевежа; Останкінська телевежа | Ржевський меморіал                               | «100» Спаська вежа Кремля           | 30 червня 2022              |
|                             |                             | 200                         | 150×65                      | зелений                     | Севастополь                 | Південний                   | Херсонес Таврійський | Пам'ятник затопленим кораблям; Графська пристань | «200» Пам'ятник затопленим кораблям | 12 жовтня 2017              |
|                             |                             | 2000                        | 157×69                      | синий                       | Владивосток                 | Далекосхідний               | Російський міст; будівля Далекосхідного федерального університету у Владивостоці                                             | Космодром «Восточний» в Амурській області        | «2000» Російський міст              | 12 жовтня 2017              |
|                             |                             | 5000                        | 157×69                      | червоний                    | Єкатеринбург                | Уральський                  | Обеліск «Європа - Азія», будівлі Єкатеринбурга                                                                               | Cкульптурна композиція Оповідь про Урал          | «5000» Будинок зв'язку              | 16 жовтня 2023              |

## Пам'ятні банкноти
Центральний банк Росії 30 жовтня 2013 року випустив в обіг пам'ятну олімпійську банкноту номіналом в 100 рублів. Її випуск почався рівно за сто днів до відкриття Олімпійських ігор в Сочі. Автором ідеї дизайну став студент Інституту ім. Рєпіна при Російської академії мистецтв Павло Бушуєв. Частина тиражу банкноти було випущено в подарунковій упаковці. Загальний тираж склав 20 мільйонів штук (серії АА, аа і Аа).
23 грудня 2015 року Банк Росії випустив пам'ятну банкноту номіналом 100 рублів, присвячену анексії Росією Севастополю і Криму.
22 травня 2018 року Банк Росії випустив пам'ятну банкноту номіналом 100 рублів, присвячену Чемпіонату світу з футболу 2018 року. На 18 червня 2018 року банкноти доступні з серіями АА і АВ.
| Пам'ятні банкноти | Пам'ятні банкноти | Пам'ятні банкноти | Пам'ятні банкноти | Пам'ятні банкноти | Пам'ятні банкноти                                                                                                  | Пам'ятні банкноти | Пам'ятні банкноти | Пам'ятні банкноти |
| Зображення        | Зображення        | Номінал (рублів)  | Розміри (мм)      | Основні кольори   | Опис | Опис | Дата виходу       |                   |
| Лицьова сторона   | Зворотній бік     | Номінал (рублів)  | Розміри (мм)      | Основні кольори   | Лицьова сторона | Зворотній бік | Дата виходу       |                   |
| ----------------- | ----------------- | ----------------- | ----------------- | ----------------- | --- | --- | ----------------- | ----------------- |
|                   |                   | 100               | 150 × 65          | синій             | сноубордист, олімпійські об'єкти в Сочі                                                                            | олімпійський стадіон «Фішт» жар-птах                                                                                      | 30 жовтня 2013    |                   |
|                   |                   | 100               | 150 × 65          | оливково зелений  | Пам'ятник затопленим кораблям, фрагмент картини І. К. Айвазовського «Російська ескадра на Севастопольському рейді» | декоративний замок «Ластівчине гніздо»                                                                                    | 23 грудня 2015    |                   |
|                   |                   | 100               | 150 × 65          | синьо-зелений     | хлопчик з футбольним м'ячем в руці, воротар Лев Яшин в стрибку за м'ячем                                           | стилізоване зображення земної кулі у вигляді футбольного м'яча, на якому кольором виділена територія Російської Федерації | 22 травня 2018    |                   |

## Основні ознаки справжності банкнот

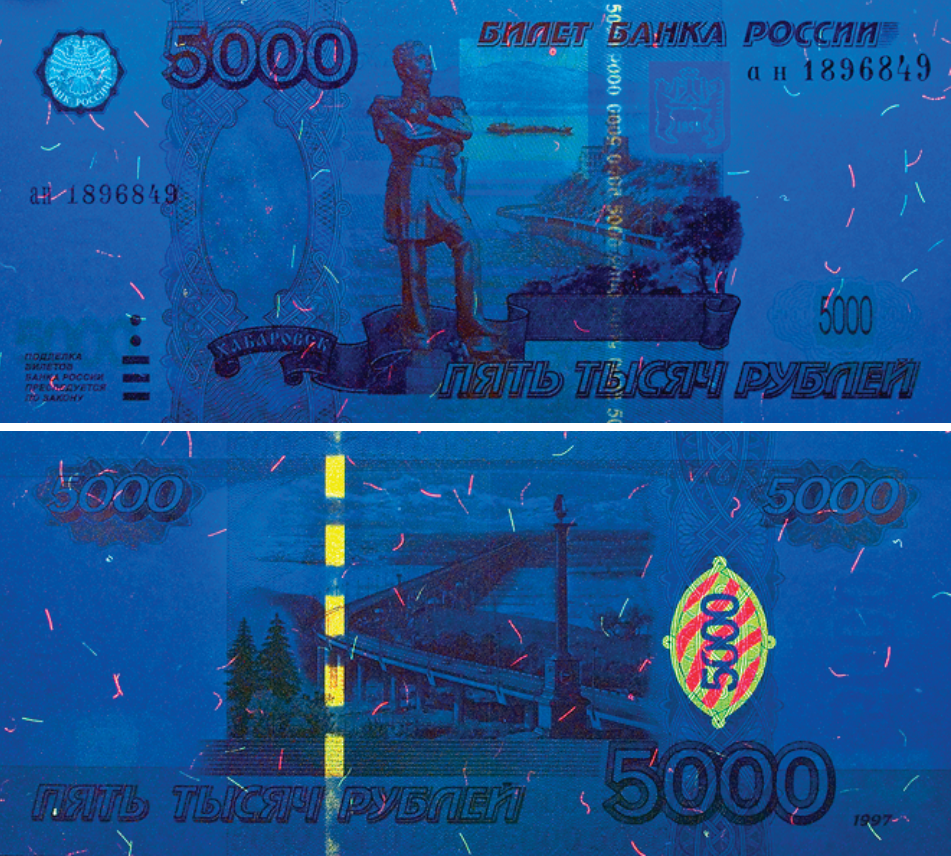
5000 рублів випуску 2006 року в ультрафіолеті

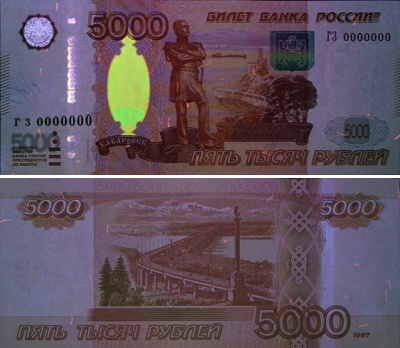
5000 рублів модифікації 2010 року в ультрафіолеті

- Муаровий візерунок. Область, яка змінює свій колір під різними кутами зору. При нахилі банкноти виникають різнокольорові райдужні смуги. Вперше з'явився у банкнот модифікації 2004 року.
- Кіпп-ефект. Приховане зображення, розташоване на орнаментальній стрічці, з'являється при розгляданні банкноти під гострим кутом у відбитому світлі.[18]
- Водяні знаки. Розташовані на білих полях банкнот. При розгляданні на просвіт повинні бути видні як світліші, так і більш темні порівняно з фоном ділянки.
- Захисні волокна. В папері банкнот хаотично розташовані червоні, світло-зелені, двоколірні і сірі захисні волокна, які повинні світитися в ультрафіолетовому світлі. Двоколірні захисні волокна зовні виглядають фіолетовими, але при розгляданні через лупу на них спостерігається чергування червоних і синіх ділянок.
- Інфрачервоні мітки. Частина зображення лицьового боку оброблена сумішшю, що відображає світло в інфрачервоному спектрі.
- Рельєфні написи. Для людей з ослабленим зором на банкноті є спеціальні рельєфні мітки. Рельєфним друком виконаний також напис «Білет Банку Росії».
- Магнітні мітки. Окремі ділянки банкнот виконані фарбою, яка має особливі магнітні властивості. Виявлення таких міток можливо за допомогою спеціального обладнання.
- Захисна стрічка. У папір впроваджена «упірнаюча» металізована полімерна стрічка. Окремі ділянки захисної нитки виходять на поверхню паперу і виглядають у вигляді блискучих прямокутників, що утворюють пунктирну лінію. На просвіт захисна стрічка має вигляд суцільної, темної смужки з рівними краями. Вперше з'явилася у банкнот модифікації 2004 року.
- Мікроперфорація (у 100-рублевої купюри і вище). Номінал купюри, сформований мікроотворами в папері за допомогою лазера. Вперше з'явилася у банкнот модифікації 2004 року.
- Мікротекст. Номінал банкноти, надрукований шрифтом дуже маленького кегля, можна прочитати за допомогою лупи. Виділяють позитивний і негативний види мікротекстів. Позитивний мікротекст має темні символи, що знаходяться на світлому або прозорому фоні; негативний — світлі символи, надруковані поверх темного фону.
- Кольорозмінна фарба. У 500-рублевої купюри — емблема Банку Росії, у 1000-рублевої — герб Ярославля, у 5000-рублевої — емблема Банку Росії і герб Хабаровська.

## Ознаки платоспроможності банкнот
Платоспроможними банкнотами Банку Росії відповідно до п.1 Вказівок Банку Росії від 26.12.2006 N 1778-У «Про ознаки платоспроможності і правила обміну банкнот і монет Банку Росії» вважаються банкноти Банку Росії, що мають силу законного засобу платіжним засобом на території Російської Федерації (в тому числі ті, що вилучаються з обігу), що не містять ознак підробки, без пошкоджень або мають пошкодження наступного характеру: забруднені, зношені, надірвані; мають потертості, невеликі отвори, проколи, сторонні написи, плями, відбитки штампів; відірвані кути, краї.
Оскільки банкноти і монети Банку Росії з часом можуть зіпсуватися, але при цьому вони не втрачають своєї автентичності, вказівка Банку Росії передбачає можливість обміну таких зношених грошових знаків.
Справжні готівкові грошові засоби поділяються на:
- справжні готівкові грошові засоби, використовувані в готівковому грошовому обігу;
- справжні готівкові грошові засоби, які можуть використовуватися в готівковому грошовому обігу, однак існують тільки як товар на нумізматичному (колекційному) ринку;
- справжні готівкові грошові засоби, які не використовуються в готівковому грошовому обігу, підлягають обміну;
- справжні готівкові грошові засоби, які не використовуються в готівковому грошовому обігу, що не підлягають обміну.

Підлягають обміну за номіналом без стягнення додаткової плати банкноти Банку Росії, що мають силу законного засобу платіжним засобом на території Російської Федерації, що не містять ознак підробки, але мають пошкодження наступного характеру:
- втратили значний фрагмент, але зберегли не менше 55 % від первісної площі (в тому числі обпалені, піддані впливу агресивних середовищ, обвуглені і зотлілі);
- склеєні з фрагментів (без урахування кількості фрагментів), якщо один фрагмент або кілька фрагментів, безумовно належать одній банкноті, займають не менше 55 % від первісної площі банкноти;
- складені з двох фрагментів, що належать різним банкнотам одного номіналу, якщо кожен фрагмент відрізняється від сусіднього з графічного оформлення і займає не менше 50 % від первісної площі банкноти;
- змінили забарвлення і свічення в ультрафіолетових променях, якщо на них чітко проглядаються зображення (за винятком банкнот, пофарбованих барвниками, призначеними для запобігання розкраданню банкнот при їх транспортуванні);
- мають брак виготовлення[19].

### Старі банкноти
Також існують ознаки «старих платоспроможних банкнот» Банку Росії Банкноти переходять у розряд старих за наявності одного і більше пошкоджень:
- забруднення поверхні лицьової та (або) задньої сторін, що призводить до зниження яскравості зображення на 8 відсотків і більше;
- сторонній напис (сторонні написи), що складається з двох і більше знаків (символів);
- сторонній малюнок (сторонні малюнки), відбиток (відбитки) штампа;
- контрастна пляма (контрастні плями) діаметром 5 мм і більше;
- розрив (розриви) краю банкноти довжиною 7 мм і більше;
- наскрізний отвір (отвори), прокол (проколи) діаметром 4 мм і більше;
- порушення цілісності банкноти, заклеєне клейкою стрічкою;
- втрачений кут (кути) площею 32 мм2 і більше;
- втрачений край (краю), внаслідок чого розміри банкноти за довжиною та (або) шириною зменшилися на 5 мм і більше;
- частково втрачений барвистий шар внаслідок потертості та (або) знебарвлення.